# Michael Hauser
Michael Hauser (* 30. března 1972 Trutnov) je český levicově zaměřený filosof, překladatel, pedagog a zakladatel občanského sdružení Socialistický kruh, jehož byl do roku 2014 předsedou. Tématem jeho filosofie je kritika kapitalismu a postmodernismus v éře globalizace; vychází zejména z díla Theodora Adorna a dalších představitelů Frankfurtské školy, Alaina Badioua či Slavoje Žižka. Působí jako vedoucí katedry občanské výchovy a filozofie Pedagogické fakulty Univerzity Karlovy, v letech 2014 až 2020 byl členem Rady České televize.

## Život
Po gymnáziu nastoupil do noviciátu jezuitského řádu, po devíti měsících jej ale opustil. Poté vystudoval filosofii na FF UK; doktorskou práci obhájil roku 2004 (Moderna a negativita. Adornovo pojetí). Působí ve Filosofickém ústavu Akademie věd v Oddělení filosofie XX. století a přednáší na Pedagogické a Filozofické fakultě Univerzity Karlovy.
Zabývá se kritickou teorií a neomarxismem a postmarxismem ve vztahu ke krizovým momentům současné civilizace. Přeložil knihu Slavoje Žižeka Nepolapitelný subjekt či knihu Theodora Adorna a Maxe Horkheimera Dialektika osvícenství. Kromě Filosofického časopisu publikuje též v Salonu (literární příloze Práva), A2 a Literárních novinách.
Léta 2002 založil občanské sdružení Socialistický kruh (SOK), které usiluje o recepci současné levicové teorie a o vzájemnou komunikaci mezi filosofií, sociologií a ekonomií. V roce 2006 byl jedním z iniciátorů výzvy Jsme občané!, upozorňují na defekty demokracie v ČR. Pracoval na grantovém projektu GA AV Negativní humanismus soustřeďující se na proměny a nová východiska subjektivity v postmoderně.
V březnu 2014 byl zvolen Poslaneckou sněmovnou PČR členem Rady České televize. Do Rady ČT jej navrhl Filosofický ústav AV ČR; získal 133 hlasů od přítomných poslanců; funkci člena Rady ČT vykonával do března 2020.

### Knižní překlady
- Fromm, E., Obraz člověka u Marxe. Luboš Marek, Brno 2004.
- Fabreová, C., Ústavní zakotvení sociálních práv. FILOSOFIA, Praha 2004.
- Žižek, Sl., Nepolapitelný subjekt. Chybějící střed politické ontologie. Luboš Marek, Brno 2007.
- Adorno, Th. W. – Horkheimer, M., Dialektika osvícenství (ve spolupráci s M. Váňou), OIKOYMENH, Praha (vyjde v roce 2008).